# Ware (canton)
Pour les articles homonymes, voir Ware.
Ware est un canton canadien de forme irrégulière de la région de la Chaudière-Appalaches. Il fut proclamé officiellement le 20 août 1835. Il couvre une superficie de 25 050 hectares.
Le canton a été divisé en 14 rangs. De l'ouest vers l'est l'on retrouve les rangs : 
- I, 88 lots
- II, 72 lots
- III, 66 lots
- IV, 65 lots
- V, 58 lots
- VI, 64 lots
- VII, 51 lots
- VIII, 22 lots
- IX, 17 lots
- X, 11 lots
- XI, 11 lots
- XII, 8 lots
- XIII, 8 lots
- XIV, 7 lots

Le canton comprend des parties des municipalités de Lac-Etchemin, de Saint-Luc-de-Bellechasse et de Sainte-Sabine. L'ancienne municipalité de Sainte-Germaine-du-Lac-Etchemin était également située en partie dans le canton de Ware.
Autrefois, le canton était administré par la municipalité du township de Ware, qui est aujourd’hui la municipalité de Lac-Etchemin.

## Toponymie
Le toponyme Ware est à la mémoire de William Ware (1800-1856) qui fut arpenteur. En 1825, quatre ans après être reçu arpenteur, les autorités du Bas-Canada le désigne pour tracer une route entre le canton de Frampton et les sources du fleuve Saint-Jean. L'exploration se fit entre le 13 juin et le 2 juillet 1825, l'exploration fut finalement complété en 1828 par William Henderson qui proposa le nom de Ware pour le canton.